# Црвеногрла пастрмка
Црвеногрла пастрмка (лат. Oncorhynchus clarkii) је врста рибе из породице Salmonidae која живи у хладним рекама притокама Тихог океана, Стеновитих планина и Великог басена у Северној Америци. Представља национални симбол америчке државе Вајоминг. Као припадник рода Oncorhynchus, ова риба је једна од пацифичких пастрмки, групе која обухвата широко распрострањену пастрмку. Црвенoгрла пастрмка представља популарну рибу међу риболовцима који уживају у риболову мушичарењем. Уобичајени назив црвеногрла односи се на карактеристичну црвену обојеност на доњој страни доње вилице. Специјско име clarkii добила је по истраживачу Вилијаму Кларку, једном од лидера експедиције Луис и Кларк.
Црвеногрла пастрмка обично настањује и мрести се у малим до умерено великим, бистрим, добро оксигенизованим плитким рекама са шљунковитим дном. Размножава се у бистрим, хладним, умерено дубоким језерима. Ове рибе настањују алувијале или камените потоке који су типичне притоке река слива Тихог океана, Великог басена и Стеновитих планина. Црвеногрла пастрмка се мрести у пролеће и може се нехотице, али природно хибридизиовати са дужичастом пастрмком, стварајући плодно наследство. Неке популације обалне црвеногрле пастрмке (O. c. clarkii) су полу-анадромне (мигрирају из мора у реке како би се мрестиле).
Неколико подврста црвеногрле пастрмке тренутно је наведено као угрожено у њиховим матичним ареалима због губитка станишта и уношења других врста. Две подврсте, O. c. alvordensis и O. c. macdonaldi, сматрају се изумрлим. Црвеногрла пастрмка се узгаја у мрестилиштима за обнављање популација у њиховом родном распону, као и у језерима ван њеног ареала како би се обезбедио довољан број врста за спортски риболов. Врсте црвеногрле пастрмке и неколико подврста службена су државна риба седам западних америчких држава.

## Таксономија
Научно име црвеногрле пастрмке је Oncorhynchus clarkii. Црвеногрла пастрмка била је прва пастрмка Новог света на коју су Европљани наишли када је 1541. године шпански истраживач Франсиско де Коронадо забележио пастрмку у реци Пекос у близини Санта Феа у Новом Мексику. То је највероватније била подрврста O. c. virginalis. Врста је први пут описана у часописима истраживача Вилијама Кларка из примерака добијених током експедиције Луиса и Кларка на реци Мисури, у близини Грејт Фолса у Монтани и то су највероватније биле Црвеногрле пастрмке из подврсте O. c. lewisi. Како је једна од многих мисија Луиса и Кларка била описати флору и фауну на коју су наишли током њихове експедиције, ова риба је добила име Salmo clarkii у част Вилијама Кларка. Године 1836. примерак типа S. clarkii описао је природњак Џон Ричардсон из притока доњег тока реке Колумбије, идентификоване као "Кетпулт", што је вероватно била река Луис јер је постојало село Малтнома са сличним називом код ушћа. Овај узорак је највероватније био подврста O. c. clarkii. До 1960-их, популације ове пастрмке из подврста O. c. lewisi и O. c. bouvierii сврставане су у једну подврсту; Salmo clarkii lewisii. Касније, биолози су групу поделили на две подврсте и првој дали име у част истраживача Мериветера Луиса, а другу је именовао Дејвид Стар Џордан 1883. године у част капетана америчке војске Бувијера.
Године 1989. морфолошка и генетичка испитивања показала су да је пастрмка у Тихом океану генетски ближа пацифичком лососу (врсте из рода Oncorhynchus) него поточној пастрмки из рода Salmo (S. trutta) или атлантском лососу (S. salar) из Атлантског басена. Тако су 1989. године таксономисти преселили дужичасту, црвеногрлу и остале пацифичке пастрмке у род Oncorhynchus.

### Подврсте
Бенке је у свом приручнику за лососе и пастрмке из 2002. препознао 14 подврста црвеногрле пастрмке, од којих свака настањује засебно географско подручје. Нису све ове подврсте научно описане, а различити погледи на таксономски идентитет представљени су у неким случајевима. Претпоставља се да је црвеногрла пастрмка еволуирала од заједничког претка Oncorhynchus који је мигрирао дуж обале Тихог океана и на планине западно, пре свега преко басена река Колумбија и Снејк пре 3 до 5 милиона година, у касним плиоценским или раним плеистоценским епохама. Ове епохе су имале понављана глацијална и међуглацијална раздобља која би проузроковала поновно фракционисање и изолацију популација црвеногрле пастрмке, што је на крају резултирало различитим подврстама које данас постоје. Ових 14 подврста сврстано је у четири еволутивне групе - приморске, вестлопске, јелоустонске и лахонтанске црвеногрле пастрмке.
| Географска група          | Научно име                                                                                | Распрострањеност | Слика                         |
| ------------------------- | ----------------------------------------------------------------------------------------- | --- | ----------------------------- |
| Пацифичка обала           | O. c. clarkii (Richardson, 1836)                                                          | Нативна за подручје приобалних притока од северне Калифорније до Аљаске. O. c. clarkii је номинална подврста црвеногрле пастрмке.                         | O. c. clarkii                 |
| Пацифичка обала           | O. c. crescenti                                                                           | Није више званично призната подврста, али представља јединствену популацију морске црвеногрле пастрмке ендемичне за подручје језера Кресент у Вашингтону. | O. c. clarkii                 |
| Велики басен              | O. c. alvordensis† Behnke, 2002                                                           | Била је ендемична за притоке језера Alvord Lake у југоисточном Орегону; данас се сматра изумрлом.                                                         | O. c. utah                    |
| Велики басен              | O. c. utah (G. Suckley, 1874)                                                             | Становник притока Великог сланог језера и других притока Бонвилског басена.                                                                               | O. c. utah                    |
| Велики басен              | O. c. humboldtensis Trotter and Behnke, 2008                                              | Горњи ток река Хумболт и Квин, слив Вајтхорс, Невада и Орегон. Сматра се заправо популацијом подврсте O. c. henshawi.                                     | O. c. utah                    |
| Велики басен              | O. c. henshawi (Gill and Jordan, 1878)                                                    | Настањује подручја у источној Калифорнији и западној Невади; сматра се угроженом врстом (1975).                                                           | O. c. utah                    |
| Велики басен              | O. c. ssp., Behnke (2002) је сматра засебном подврстом, али не и Trotter & Behnke (2008). | Живи у југоисточном Орегону. Сматра се дистинктним популационим сегментом лахотанске црвеногрле пастрмке, и хумболтове црвеногрле пастрмке.               | O. c. utah                    |
| Велики басен              | O. c. seleniris (J. O. Snyder, 1933)                                                      | Ендемична за подручје источних Сијера Невада планина; сматра се угроженом подврстом (1975).                                                               | O. c. utah                    |
| Северне Стеновите планине | O. c. behnkei (Montgomery, 1995)                                                          | Према неким научницима се сматра популацијом подврсте O. c. bouvieri. Живи у реци Снејк у Ајдаху и Вајомингу.                                             | O. c. behnkei O. c. bouvierii |
| Северне Стеновите планине | O. c. lewisi (Suckley, 1856)                                                              | Нативна за северни Ајдахо, Монтану, Британску Колумбију и Алберту.                                                                                        | O. c. behnkei O. c. bouvierii |
| Северне Стеновите планине | O. c. macdonaldi† (Jordan & Fisher, 1891)                                                 | Била је ендемична за подручје језера Твин у Колораду; изумрла је подврста.                                                                                | O. c. behnkei O. c. bouvierii |
| Северне Стеновите планине | O. c. bouvierii (Jordan and Gilbert, 1883)                                                | Живи у горњим токовима реке Снејк, у језеру Јелоустон и у реци Јелоустон, у Ајдаху, Монтани и Вајомингу.                                                  | O. c. behnkei O. c. bouvierii |
| Јужне Стеновите планине   | O. c. pleuriticus (Cope, 1872)                                                            | Становник је притока река Грин и Колорадо. | O. c. virginalis              |
| Јужне Стеновите планине   | O. c. stomias (Cope, 1871)                                                                | Живи у рекама Арканзас и Саут Плејт, на источним падинама Стеновитих планина у Колораду; сматра се угроженом врстом (1978).                               | O. c. virginalis              |
| Јужне Стеновите планине   | O. c. virginalis (Girard, 1856)                                                           | Нативна за Нови Мексико и јужни Колорадо. | O. c. virginalis              |

## Опис
Црвеногрла пастрмка варира у величини, боји и избору станишта, како у свом природном тако и у интродукованом ареалу. Њихова боја леђа може варирати од златне преко сиве до зелене. Црвеногрла пастрмка се обично може разликовати од дужичасте пастрмке по присуству базибранхијалних зуба у подножју језика и максиларне гране која се протеже иза задњег руба ока. У зависности од подврста, лозе и станишта, већина има карактеристичне црвене, ружичасте или наранџасте линеарне трагове на доњој страни мандибуле у доњим наборима шкржних поклопаца. Ове ознаке одговорне су за заједнички назив "црвеногрла", који је овој врсти први дао писац Чарлс Халок у чланку из 1884. године у у часопису The American Angler. Ове ознаке ипак нису јединствене за врсте. Неке популације пастрмке пацифичког обалног подручја (Oncorhynchus mykiss irideus) и популације пастрмке око реке Колумбије (O. m. gairdneri) такође имају црвенкасте или ружичасте шаре на грлу.
Као одрасле јединке, различите популације и подврсте црвеногрле пастрмке могу бити дуге у распону од 15 до 102 центиметра, у зависности од станишта и доступности хране. Морски облици црвеногрле пастрмке просечно су тешки од 0,9 до 2,3 килограма. Дужина и тежина одраслих континенталних јединки увелико варирају у зависности од њиховог окружења и доступности хране. Риба која живи у потоку много је мања, од 11 до 91 грама, док језерске популације у идеалним условима могу да нарасту између 5,4 и 7,7 килограма. Највећа подврста поточне пастрмке је она која настањује подручје око језера Лахонтан (O. c. henshawi). Ове рибе просечно су дуге између 20 и 23 центиметра у малим потоцима и 20 до 56 центиметара у већим рекама и језерима. У идеалним окружењима ова пастрмка достиже тежину од 0,11 до 3,63 килограма, светски рекод је пастрмка ове подврсте која је била дуга 99 центиметара и тешка 19 килограма.

### Размножавање
Црвеногрла пастрмка обично настањује и мрести се у малим до умерено великим, бистрим, добро оксигенизованим плитким рекама са песковитим дном. Нативне су за подруче алувијалних или потока са пешчаним дном типичних за притоке Тихог басена, Великог басена и Стеновитих планина. Мресте се у пролеће, најраније почетком фебруара у приобалним рекама, а најкасније крајем јула у високим планинским језерима и потоцима. Мрешћење почиње када температуре воде досегну 6 до 8 °C. Црвеногрла пастрмка прави својеврсно гнездо у шљунку потока у које полаже јаја. Женка проналази и бира погодно место и ископава рупу. Женке, у зависности од величине, лежу између 200 и 4,400 јајашаца. Јајашца оплођује мужјак млечом (спермом), а из јаја се излежу мале ларве након отприлике месец дана. Ларве провове две недеље у шљунку и у том периоду апсорбују хранљиве материје из жуманчане кесе јајета. Након тога, младунци почињу да се хране зоопланктоном. Јувенилна пастрмка обично сазрева након три до пет година. Црвеногрла пастрмка која живи у језеру обично се налази у умерено дубоким, хладним водама са адекватним плићаком и вегетацијом где може пронаћи адекватну храну. Становници језера углавном захтевају приступ потоцима са шљунковитим дном како би популације биле самоодрживе, али повремено се рађају и на плитким шљунковитим коритима са добром циркулацијом воде.
Црвеногрла пастрмка природно се укршта са уско сродном дужичастом пастрмком, стварајући плодне хибриде. Овај хибрид генерално има сличну обојеност и свеукупни изглед као и црвеногрла пастрмка, обично задржавајући карактеристичну наранџасто-црвену боју. Хибриди често представљају таксономске потешкоће за научнике који покушавају да разликују било који примерак као црвеногрлу или дужичасту пастрмку. Поред тога, црвеногрла пастрмка се може хибридизовати са врстама O. gilae и O. apache у регионима у којима се њихови ареали преклапају.

## Екологија

### Распрострањеност
Црвеногрла пастрмка настањује подручје западне Северне Америке и развила се кроз географску изолацију у 14 подврста, од којих је свака нативна за различити речни слив. Нативне врсте пастрмке налазе се дуж северозападне обале Тихог океана од Аљаске, преко Британске Колумбије, до северне Калифорније, на Каскадним планинама, у Великом басену и широм Стеновитих планина, укључујући јужну Алберту. Неке приобалне популације (O. c. clarkii) показују полу-анадромију, проводећи неколико месеци у морским срединама како би се храниле као одрасле јединке и потом се враћају у слатку воду од јесени преко раног пролећа да би се храниле инсектима и мрестиле. Црвеногрла пастрмка је друга по величини историјска изворно северноамеричка пастрмка; једино је језерска пастрмка (Salvelinus namaycush) већа од ње. Распон неких подврста, нарочито подврсте O. c. lewisi, смањен је на мање од 10 процената њиховог историјског ареала због губитка станишта и уношења других врста.
Иако су припадници рода Oncorhynchus, пацифичке врсте пастрмке/лососа, популације три подврсте - O. c. lewisi, O. c. stomias и O. c. bouvierii - развиле су се источно од континеналног развођа у горњем сливу реке Мисури, у горњем сливу река Арканзас и Плејт и горњем сливу реке Јелоустон, од којих се сваки излива у слив Атлантика преко реке Мисисипи (2005. године, истраживачи су објавили извештај у коме се наводи да је природна распрострањеност врсте O. mykiss такође припада Атлантском сливу). Научници верују да су климатски и геолошки услови пре 3-5 милиона година омогућили да се црвеногрла пастрмка из реке Снејк пребаци преко два океанска прелаза у Јелоустонски плато. Постоје такође докази да је језеро Јелоустон некада отицало на југ у слив реке Снејк. Докази сугеришу да је црвеногрла пастрмка успела да успостави популације источно од развођа преко језера Самит на прелазу Маријас, који је својевремено повезивао басен реке Флетхед са горњим сливом реке Мисури. Научници нагађају да постоји неколико планинских превоја повезаних са изворима слива реке Колорадо и слива река Арканзас / Плејт, који би омогућили миграцију црвеногрле пастрмке источно од ових река.
Црвеногрла пастрмка интродукована је у ненативне области ван свог историјског матичног ареала, али не у мери у којој је интродукована дужичаста пастрмка. У матичном ареалу јелоустонске црвеногрле пастрмке, Амерички биро за рибарство и службе Националног парка увели су јелоустонску црвеногрлу пастрмку у многа језера без рибе у националном парку Јелоустон. Црвеногрла пастрмка уведена је у притоке језера Мичиген током 1890-их и спорадично почетком 20. века, али никада није успоставила дивљу популацију. У језеру Хјурон наводно је успостављена популација јелоустонске црвеногрле пастрмке. Иако ова пастрмка није нативна за подручје Аризоне, Одљење за спортски риболов у Аризони рутински их уводи у високопланинска језера на Белим планинама у североисточном региону те државе.

### Станиште
Црвеногрла пастрмка захтева хладне, бистре, плитке реке са доста кисеоника, шљунчана дна или хладна, умерено дубока језера. Здрава вегетација на у потоцима која смањује силтацију типична је за станиште здраве црвеногрле пастрмке и рибњаци дабра могу пружити уточиште током периода суше и зиме. Већина популације остаје у слаткој води током свог живота и позната је као немиграторна врста и становник потока и река. Приобална црвеногрла пастрмка (O. c. clarkii) једина је подврста ове рибе која дели свој читав ареал са приобалном дужинском пастрмком (O. m. irideus). Делови ареала подврсте O. c. lewisi преклапају се са ареалом дужичасте пастрмке из подврсте O. m. gairdneri, али већина њеног изворног подручја налази се у потоцима изнад главних водопада и других препрека за миграцију узводно. Најмање три подврсте ограничене су на изоловане сливове Великог басена и могу поднети слану или алкалну воду.
Црвеногрла пастрмка је опортунистички предатор, а јединке које живе у потоцима примарно се хране ларвама, луткама и одраслим облицима водених инсеката (типично инсектима из реда Trichoptera, затим пролетњацима, воденим цветовима и двокрилцима), као и одраслим облицима копнених инсеката (типично мравима, тврдокрилцима, скакавцима и зрикавцима) који падају у воду, потом рибљим јајима, ситном рибом, као и раковима, козицама и другим зглавкарима. Како расту, удео конзумиране рибе се повећава код већине популација. У естуарима са сланом водом и дуж плажа, обална црвеногрла пастрмка се храни ситним рибама као што су рибе из група Cottoidea и Ammodytidae, али и лососима и харингама. Такође конзумира шкампе, мале лигње и крилове. У слаткој води конзумирају исту храну као и поточна пастрмка - водене инсекте и ракове, водоземце, црве, мале рибе и рибља јаја. Унутар ареала пастрмке Salvelinus confluentus црвеногрла пастрмка је предатор и писцивор и храни се овом врстом.

### Вештачко размножавање
Различите подврсте црвеногрле пастрмке узгајају се у комерцијалним, државним и федералним мрестилиштима ради увођења у погодна нативна и ненативна речна и језерска окружења. Почетком 20. века, амерички Биро за рибарство је у Националном парку Јелоустон формирао неколико миестилишта. Ове мрестилишта не само да су произвела залихе јелоустонске црвеногрле пастрмке (O. c. bouvierii) за потребе парка, већ су искористиле и велику плодност и репродуктивну стопу ове подрврсте за снабдевање јајима широм САД. Између 1901. и 1953. године, укупно 818 милиона јаја ове подврсте извезено је из парка у мрестилишта широм САД. Национално мрестилиште Лахонтан којим управља Америчка служба за рибу и дивље животиње постоји ради обнављања популација црвеногрле пастрмке са подручја око језера Лахотан (O. c. henshawi) и њих убацује у језера Пирамид, Вокер, Фолен Лиф, Џун и Марлет, као и у реку Траки у Калифорнији и Невади. Ово мрестилиште годишње производи око 300.000–400.000 јаја ове подврсте. Национално мрестилиште Џексон годишње произведе око 400.000 јаја подврсте O. c. behnkei за подршку риболову у Ајдаху и Вајомингу, док Национално мрестилиште Лидвил годишње производи 125.000–200.000 јаја подврста O. c. behnkei, O. c. stomias и дужичасте пастрмке како би се подржао риболов у сливовима река Фрајингпен и Арканзас и другим притокама реке Колорадо. Технолошки центар за рибу Боземан, некадашње мрестилиште црвеногрле пастрмке Боземан, у Монтани, има велику улогу у обнављању популација подврста O. c. stomias и O. c. lewisi.

## Популационе претње
Историјски изворни ареал црвеногрле пастрмке смањен је прекомерним риболовом, урбанизацијом и губитком станишта услед рударства и сече стабала. Густина популација је такође смањена, а у неким случајевима популација је нестала због тога што су крајем 19. и почетком 20. века уведене компетитивне животиње попут поточне златовчице, поточне пастрмке и врста Salvelinus namaycush, Oncorhynchus nerka и Coregonus clupeaformis, као и ракова из рода Mysida. Научници верују да ће подврста O. c. lewisi у једном тренутку бити у потпуности искорењена из великих језера у западној Монтани због све већег такмичења за храну насталог услед увођења језерске пастрмке и претходно поменутих ракова. Најозбиљније тренутне претње за неколико подврста су интерспецифијско размножавање са интродукованом дужинском пастрмком чиме се стварају хибриди, као и интраспецифијско размножавање са другим уведеним подврстама црвеногрле пастрмке. У великом еколошком систему Јелоустона, присуство језерске пастрмке у језеру Јелоустон у Националном парку Јелоустон узроковало је озбиљан пад у броју јединки подврсте O. c. bouvierii. Болест проузрокована паразитом Myxobolus cerebralis у главним притокама у којима се одвија мрест такође су проузроковали пад популација. Већина подврста црвеногрле пастрмке је врло подложна овој болести, мада се чини да је подврста O. c. behnkei донекле отпорна на паразите.

### Интерспецифијско и интраспецифијско размножавање
Најозбиљнији утицај на генетску чистоћу већине подврста ове пастрмке представљају интерспецифијско и интраспецифијско размножавање што резултира хибридима који носе гене оба родитеља. Код континенталних популација, увођење дужичастих пастрмки из мрештилиста резултирало је хибридима који настављају да умањују генетску чистоћу многих подврста црвеногрле пастрмке. Увођење јелоустонске црвеногрле пастрмке узгајане у мрестилиштима у нативне ареале других подврста ове пастрмке, посебно подврсте O. c. lewisi, резултирало је интраспецифијским размножавањем и смањеном генетском чистоћом подврсте. Као такве, генетски чисте популације подврсте O. c. lewisi су веома ретке и локализоване у потоцима изнад баријера које не дозвољавају миграције интродукованим врстама. Биолог Роберт Џ. Бенке приписује изумирање подврста O. c. macdonaldi и O. c. alvordensis управо увођењу дужичасте пастрмке у ареал ових подврста.

### Опадање броја јелоустонских подврста
Популација јелоустонске црвеногрле пастрмке у језгру њеног ареала, у језеру Јелоустон, знатно је опала током 1960-их због прекомерног лова одраслих јединки од стране риболоваца, као и прекомерног сакупљања јаја у мрестилиштима почетком 20. века. Менаџери националног парка увели су правило да се јединке морају пустити  након што се ухвате, што је захтевало да риболовци врате свој улов у језеро, а такође је прекиннуто и са радом мрестилишта у парку, што је омогућило опоравак ове подврсте. Потом су 1994. године службеници парка открили језерску пастрмку (Salvelinus namaycush) у језеру Јелоустон. Иако су језерске пастрмке убачене у језера у Шошон, Луис и Харт у сливу реке Снејк још током 1890. године, оне никада нису званично интродуковане у слив реке Јелоустон и њихово присуство је вероватно резултат случајних или илегалних увођења. До 2000. године, популација црвеногрле пастрмке смањила се на мање од 10 процената њене бројности с почетка 20. века. Међутим, агресивни програми искорењивања језерске пастрмке убили су више од милион јединки ове врсте од 1996. године, а службеници се надају да ће то довести до обнове броја црвеногрле пастрмке. Црвеногрла пастрмка коегзистира са језерском пастрмком у језеру Харт, изолованом залеђу језера близу реке Харт јер у тој области нема израженог риболова.

## Риболов
Црвеногрла пастрмка представља популарну рибу међу риболовцима, поготово онима који уживају у риболову мушичарењем. Ова пастрмка регулисана је као спортска риба у свакој држави и провинцији у којој се налази. Од риболова на јелоустонску црвеногрлу пастрмку у националном парку Јелоустон, преко јединственог риболова на лахотанску црвеногрлу пастрмку у језеру Пирамид у Невади, риболова у потоцима на подврсту O. c. lewisi, до риболова у водама Пацифика на морску црвеногрлу пастрмку, ова риба је веома популаран плен риболоваца у свим деловима њеног ареала. Светски рекорд од 19 килограма ухваћен је у језеру Пирамид у децембру 1925. године. Њихова склоност храњењу воденим и копненим инсектима чини их идеалним пленом риболоваца који преферирају мушичарење.

### Риболов дуж обале Тихог океана
Од Аљаске до Северне Калифорније, риболовци хватају подврсте црвеногрле пастрмке у морима, потоцима и језерима. Залив Паџет у Вашингтону је упориште риболова на морску црвеногрлу пастрмку, управо због постојања бројних притока и заштићених морских увала и плажа. Риболовци током целе године трагају за морском црвеногрлом пастрмком дуж плажа, ушћа река и естуара. У доњим токовима већих река, риболовци у бродићима пливају рекама тражећи пастрмку дуж шумовитих обала. Поред спортског риболова на црвеногрле пастрмке којим управља Одељење за рибу и дивљач Аљаске, Савезни програм за управљање очувањем врста управља и риболовом на подврсту O. c. lewisi на југоисточној Аљасци.

### Риболов у Јелоустону
Национални парк Јелоустон основан је 1872. године. До 1890-их година, риболов на јелоустонску црвеногрлу пастрмку у реци и језеру Јелоустон био је добро познат и промовисан у националним водичима.
| „                                                        | Места за риболов.—У реци се, у делу у ком она истиче из језера, налазе риболовна места, око миљу од хотела, док се на многим местима између језера и кањона може изврсно ловити и са обале. Најбољи резултати на реци се могу остварити чамцима; могу се изнајмити од паробродне компаније која врши снабдевање, као и од компетентних и искусних веслача. Из једног чамца највише два риболовца могу неометано ловити. Када стигнете до места за риболов, нека веслач заузме крму, будући да се са овог положаја може боље манипулисати мрежом, а сидро нека буде причвршћено на прамац. Током сезоне пастрмке (од јула до септембра), не може се наћи бољи риболов на овим просторима. Просечно су тешке око један и по килограма, а до три или четири сата пре заласка сунца може се уловити и до сто комада. | ” |
| — А. Б. Гаптил, Хајнсов водич кроз Јелоустон парк (1896) | |   |

Године 1902, очекујући завршетак прилазног пута из Кодија у Вајомингу, капетан Хирам М. Читенден надгледао је изградњу првог „Рибарског моста“ преко излаза из језера Јелоустон. Рибарски мост обновљен је 1919. године, а реконструисан је 1937. године, пре свега како би се на њему омогућио аутомобилски саобраћај. Између 1916. и 1931. године, источно од моста изграђено је велико камп насеље, са кабинама, продавницама и услужним објеката како би се подржали риболовци. Ово подручје је данас познато као Историјски округ Рибарски мост. Мост из 1937. имао је пешачке стазе са обе стране коловоза како би се добило више места за риболовце. Риболов у реци, на Рибарском мосту и у језеру, који је бујао током 1950-их и 1960-их узроковао је значајан пад у броју јединки, па је из тих разлога 1973. године забрањен риболов на мосту.

### Риболов на језеру Пирамид
Лахотанска подврста црвеногрле пастрмке која живи у језеру Пирамид (извор светског рекорда од 19 килограма), језеру Тахо и реци Траки, доведена је готово до изумирања у две деценије између 1920-их и 1940-их година због прекомерног лова, интродукованих врста и губитка станишта за мрешћење. Седамдесетих година прошлог века у језеру Пирамид постојале су јединке ове подврсте, које су још увек преживљавале у неким оближњим језерима, али оне нисе били велике као раније. Иако је индијанско племе Пајуте које живи око овог језера успело да обнови риболова на ове пастрмке у резервату у ком живе, лахотанска црвеногрла пастрмка није била она иста велика риба с краја 19. и почетка 20. века. Крајем 1970. године биолози су открили преживелу популацију чисте лахотанске пастрмке у малом потоку на граници између Неваде и Јуте која је негде око 1900. године уведена у поток. Године 1995. Америчка служба за рибу и дивље животиње почела је да узгаја ове рибе у Националном мрестилишту Лахонтан у Гарднервилу у Невади. Године 2006. лахотанске пастрмке соја Пирамид реинтродуковане су у језеро Пирамид. Како језеро Пирамид има врло плитку обалу, риболовци користе мердевине да удобно се удобно сместе у воде дубоке до 1,2 метра и лове пастрмке које крстаре обалама, где рутински могу да улове пастрмку већу од 4,5 кг.

## Као симбол
Црвеногрла пастрмка је државна риба Ајдаха, Монтане и Вајоминга, док су неке подврсте ове рибе државне рибе Колорада, Неваде, Новог Мексика и Јуте.
- Ајдахо,[86] Монтана[87] и Вајоминг[88] — (O. clarki)
- Колорадо — (O. c. stomias)
- Невада[89] — (O. c. henshawi)
- Нови Мексико[90] — (O. c. virginalis)
- Јута[91] — (O. c. utah)